# Apsley House

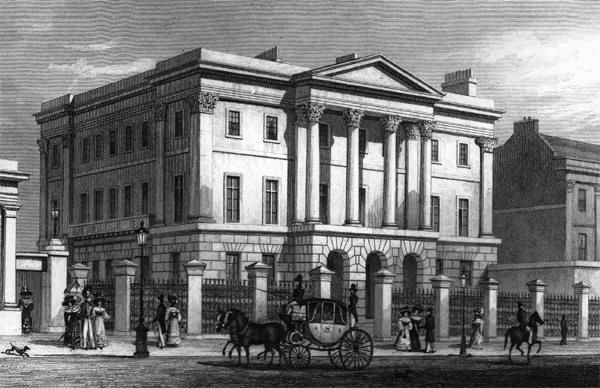
Apsley House in 1829 door TH Shepherd

Het Apsley House bevindt zich aan Hyde Park Corner te Londen. Het is het Londense woonhuis van de Wellingtons en is tegenwoordig in gebruik als Museum en als tijdelijke woning van de Wellingtons als zij in Londen zijn. Het huis staat aan de Hyde Park Corner nabij de Wellington Arch.
Apsley House werd tussen 1771 en 1778 ontworpen en gebouwd door Robert Adam voor Lord Apsley, vandaar de naam van het huis. Het huis werd in 1807 verkocht aan Richard Wellesley, 1e Markies Wellesley de oudere broer van Sir Arthur Wellesley, de Hertog van Wellington. Richard verkocht het pand aan zijn broer Arthur in 1817 uit financiële noodzaak. Daarnaast had Arthur een huis in Londen nodig in verband met zijn politieke carrière, die na Waterloo was begonnen.
Het huis is een soort Britse tegenhanger van het Palais Blücher aan de Pariser Platz in Berlijn waar veldmaarschalk Blücher tussen 1815 en 1819 woonde. Op de plek van Palais Blücher staat nu de Amerikaanse ambassade.
Het huis bevat veel kunstwerken uit de 19e eeuw en is tegenwoordig in gebruik als kunstgalerie.
Het huis is het enige nog in Engeland bestaande Aristocratische stadshuis uit het Neoclassicisme. Een bekend beeldhouwwerk dat in dit huis nabij het trappenhuis staat is het beeld van Napoleon als Mars de vredestichter van de kunstenaar Antonio Canova.
De Hertog van Wellington bewoonde het huis van 1817 tot zijn overlijden in 1852.